# 바이첸뵈크 부등식

바이첸뵈크 부등식

기하학에서 바이첸뵈크 부등식(영어: Weitzenböck’s inequality)은 삼각형의 세 변의 길이의 제곱의 합과 넓이 사이에 성립하는 부등식이다.

## 정의
삼각형 {\displaystyle ABC}의 꼭짓점 {\displaystyle A}, {\displaystyle B}, {\displaystyle C}의 대변의 길이를 {\displaystyle a}, {\displaystyle b}, {\displaystyle c}라고 하고, 넓이를 {\displaystyle S}라고 하자. 그렇다면 다음 부등식이 성립하며, 이를 바이첸뵈크 부등식이라고 한다.:104, §10.2
{\displaystyle a^{2}+b^{2}+c^{2}\geq 4{\sqrt {3}}S}
등호가 성립될 필요 충분 조건은 정삼각형이다.
사실
{\displaystyle {\frac {a^{2}+b^{2}+c^{2}}{4S}}}
는 삼각형 {\displaystyle ABC}의 브로카르 각의 코탄젠트 값과 같다. 따라서 바이첸뵈크 부등식은 모든 삼각형의 브로카르 각이 {\displaystyle 30^{\circ }} 이하이며, 정확히 {\displaystyle 30^{\circ }}일 필요 충분 조건은 정삼각형이라는 명제와 동치이다.

## 증명

### 증명 1
헤론의 공식
{\displaystyle S={\frac {\sqrt {(a+b+c)(b+c-a)(a-b+c)(a+b-c)}}{4}}}
에 따라 다음과 같이 증명할 수 있다.
{\displaystyle {\begin{aligned}(a^{2}+b^{2}+c^{2})^{2}-(4{\sqrt {3}}S)^{2}&=(a^{2}+b^{2}+c^{2})^{2}-3(a+b+c)(b+c-a)(a-b+c)(a+b-c)\\&=(a^{4}+b^{4}+c^{4})+2(a^{2}b^{2}+a^{2}c^{2}+b^{2}c^{2})-3(2(a^{2}b^{2}+a^{2}c^{2}+b^{2}c^{2})-(a^{4}+b^{4}+c^{4}))\\&=4(a^{4}+b^{4}+c^{4})-4(a^{2}b^{2}+a^{2}c^{2}+b^{2}c^{2})\\&=2((a^{2}-b^{2})^{2}+(a^{2}-c^{2})^{2}+(b^{2}-c^{2})^{2})\\&\geq 0\end{aligned}}}
마지막 부등식에서 등식이 성립할 필요 충분 조건은 {\displaystyle a=b=c}이므로, 바이첸뵈르크 부등식에서 등식이 성립할 필요 충분 조건은 정삼각형이다.

### 증명 2
편의상 {\displaystyle A\leq B\leq C}라고 하자. 꼭짓점 {\displaystyle C}를 지나는 대변 {\displaystyle AB}의 수선의 발을 {\displaystyle D}라고 하자. 그렇다면 피타고라스 정리에 따라
{\displaystyle {\begin{aligned}a^{2}+b^{2}+c^{2}&=(c-AD)^{2}+CD^{2}+AD^{2}+CD^{2}+c^{2}\\&=2(AD^{2}+c^{2}-AD\cdot c+CD^{2})\\&=2\left(\left(AD-{\frac {c}{2}}\right)^{2}+\left({\frac {\sqrt {3}}{2}}c-CD\right)^{2}+{\sqrt {3}}c\cdot CD\right)\\&\geq 2{\sqrt {3}}c\cdot CD\\&=4{\sqrt {3}}S\end{aligned}}}
등식이 성립할 필요 충분 조건은
{\displaystyle AD={\frac {c}{2}}}
{\displaystyle {\frac {\sqrt {3}}{2}}c=CD}
이며, 이는 정삼각형과 동치이다.

## 역사
오스트리아의 수학자 롤란트 바이첸뵈크(독일어: Roland Weitzenböck)의 이름을 땄다.

## 같이 보기
- 하트비거-핀슬러 부등식